# Armand Louis De Riemaecker
Armand Louis Albert Marie Joseph De Riemaecker (Oudenaarde, 8 september 1909 - Aalst, 6 augustus 1995) was een Belgisch senator.

## Levensloop
De Riemaecker was een zoon van advocaat Albert De Riemaecker (1881-1955) en van Julia Raepsaet (1885-1983). Hij trouwde met Denise Hachez en ze kregen acht kinderen.
Hij promoveerde tot doctor in de rechten en vestigde zich als advocaat in Ninove. In 1958 werd hij gemeenteraadslid en schepen van Ninove.
In 1960-1961 was hij korte tijd CVP-senator voor het arrondissement Oudenaarde-Aalst, als opvolger van de overleden Edgard Van Oudenhove.